# 核内受容体コアクチベーター2
核内受容体コアクチベーター2（NCoA-2: nuclear receptor coactivator 2）は、ヒトのNCOA2遺伝子によってコードされるタンパク質である。NCoA-2は、GRIP1（glucocorticoid receptor-interacting protein 1）、SRC-2（steroid receptor coactivator-2）、またはTIF2（transcriptional mediators/intermediary factor 2）とも呼ばれる。

## 機能
NCoA-2は、いくつかの核内受容体相互作用ドメインと固有のヒストンアセチルトランスフェラーゼ活性を有する転写共制御タンパク質である。NCOA2は、リガンド活性型核内受容体によってDNAのプロモーター部位に動員される。そしてNCOA2はヒストンをアセチル化し、下流のDNAの転写を容易にする。したがって、NCOA2はDNA発現の上方調節において核内受容体を支援する。

## 相互作用分子
核内受容体コアクチベーター2は以下と相互作用する。
- AR（アンドロゲン受容体）[7][8][9][10][11]
- ARNT（芳香族炭化水素受容体核内輸送体）[12]
- BRCA1（乳癌タイプ1感受性タンパク質）[13][14]
- DDX17[15]
- DDX5[15]
- ESR1（エストロゲン受容体α）[10][15][16][17][18]
- GR（グルココルチコイド受容体）[19][20]
- PPFIA4[21]
- PPARG（ペルオキシソーム増殖因子活性化受容体γ）[22]
- RXRA（レチノイドX受容体α）[23][24]
- SRA1（ステロイド受容体RNA活性化因子1）[15]
- VDR（ビタミンD受容体）[10][16][23][25]

## 参考
- NURSA C90
- Overview of all the structural information available in the PDB for UniProt: Q15596 (Human Nuclear receptor coactivator 2) at the PDBe-KB.
- Overview of all the structural information available in the PDB for UniProt: Q61026 (Mouse Nuclear receptor coactivator 2) at the PDBe-KB.